# Kithairon
Kithairon (Oudgrieks: Κιθαίρων, Kithaírōn, Latijn: Cithaeron, Nieuwgrieks: Κιθαιρώνας,  Kitherónas) is de naam van een gebergte in Griekenland. Het hoogste punt is 1.406 m. Hier ontspringt de rivier Asopus. Vandaag de dag wordt het gebergte ook wel met de naam Elatia genoemd.
In de Oudheid vormde het Kithairon-gebergte de westelijke grens tussen Attica en Boeotië, die door middel van wachttorens en forten (vb. Panakton, Drymos, Phyle) werd versterkt. Op de noordflank vond de Slag bij Plataeae plaats.
Het gebergte speelde een belangrijke rol in de eredienst en de mythologie. Her en der verspreid bevonden zich hier cultusplaatsen voor Dionysus, Zeus, Hera en de Nymfen, terwijl op de hoogste top de zogenaamde Daidalia werden gevierd. In het zuidelijk deel lag Eleutherae, de mythische geboorteplaats van Dionysus. De Kithairon was ook het decor voor vele andere mythen en sagen: Heracles moest hier runderen hoeden en de leeuw van de Kithairon doden, Oedipus werd er te vondeling gelegd, Apollo en Artemis doodden er de kinderen van Niobe. Verder speelden zich hier ook de mythen af van Pentheus, Actaeon en Antiope.